# Armazém automático

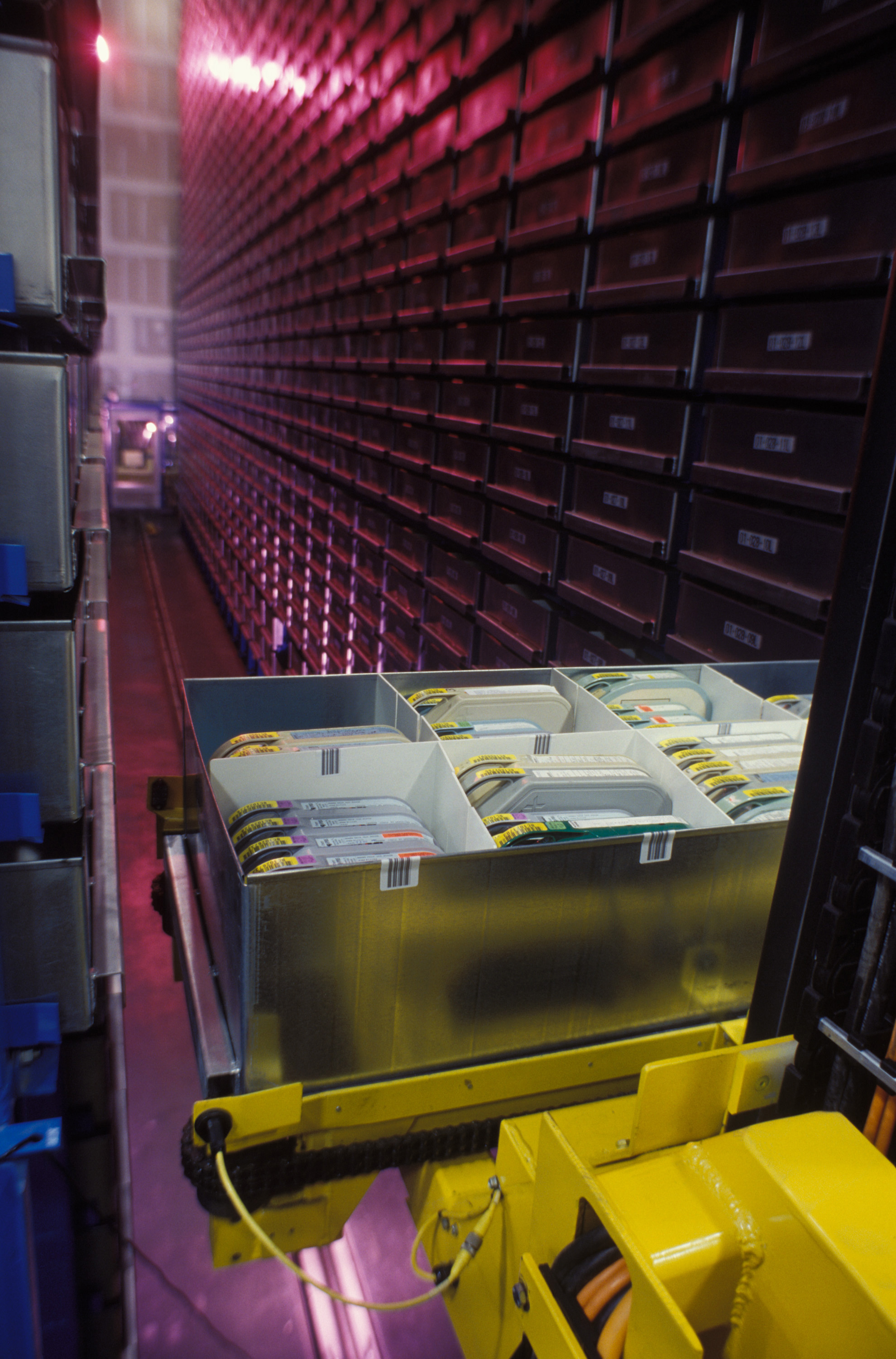
Interior de um AS/RS

Um armazém automático ou armazém automatizado é a automatização de todas ou a maior parte das tarefas que são realizadas dentro de um armazém, que é um espaço físico para o armazenagem dos produtos e bens dentro da cadeia de suprimento.
É um sistema de armazenagem exclusivamente desenhado para soluções logísticas que precisam carecer ao máximo as taxas de produtividade, redução de espaço necessário e redução da movimentação de material. Este tipo de soluções podem ser adaptadas à ambientes diferentes, dependendo do setor e atividade da empresa, com possibilidade de até implantar soluções em ambientes de frio ou congelado.
Um sistema de armazenamento e recuperação automatizado (em inglês: automated storage and retrieval system, AS/RS) consiste num conjunto de equipamentos computorizados para depositar e recuperar automaticamente cargas com localizações definidas. Estes sistemas são bastante utilizados na indústria e em armazéns (Armazéns, 2003).
A implementação de sistemas AS/RS como meio de armazenagem tiveram um forte impacto no mundo dos armazéns e nos sistemas de armazenagem. Estes sistemas automáticos de manuseio e armazenagem de produtos, por via de processos de controle computadorizados, foram integrados em processos de manufatura e distribuição. Embora o primeiro impacto da implementação destes sistemas tenha sido na armazenagem e recuperação de produtos acabados, provou-se, mais recentemente, que é também um grande apoio estrutural para o manuseio de matérias-primas. (Tompkins, 1984, p. 363).
A estrutura dos armazéns também foi alterada devido ao AS/RS. Grande parte dessa alteração deve-se aos racks que são estruturados no armazém que, além de terem um processo de construção mais econômico do que as estruturas normais, e devido aos seus fins especiais, estes armazéns recebem tratamento fiscal favorável relativamente aos seus lucros (Tompkins, 1984, p. 363).
Embora bastantes práticos e cooperativos, a implementação destes sistemas sai caro à empresa que os instala. Para além disso, os sistemas são pouco flexíveis e nem sempre fiáveis, sendo adequados para fluxos regulares e elevados de materiais (Ferreira, 2007).

## Tipos de armazenagem automático
Em função das características de cada armazenagem, o armazenamento automático pode ser composto por:
- Transelevador AS/RS: os transelevadores estão desenhados para o armazenamento automático de produtos de qualquer tipo de tamanho e peso. Os transelevadores que trabalham com paletes são conhecidos como Unit Load e os transelevadores mais pequenos utilizados para movimentação cargas menores como caixas ou bandejas são conhecidos como Miniload.
- Carrossel horizontal: Sistemas de armazenagem rotativos horizontais, os quais, apresentam para o operário a mercadoria armazenada. Os carrosséis horizontais oferecem a possibilidade de otimizar o espaço requerido e fazer a separação de vários pedidos de forma simultânea.
- Carrossel vertical: Sistemas de armazenagem rotativos verticais, os quais, apresentam para o operário a mercadoria armazenada. Os carrosséis verticais oferecem a possibilidade de otimizar o espaço requerido fazendo uso de toda a altura disponível no armazém.
- Armazém automático vertical: O armazém automático vertical, no mercado mais conhecido como Shuttle vertical ou armário vertical, apresenta os produtos dispostos numa bandeja diretamente ao operário. Estes sistemas integram um elevador interno que faz a movimentação das bandejas.

## Objetivos
A implementação de um sistema de armazenamento e recuperação automatizado tem como objetivo (Armazéns, 2003):
- Otimizar espaço

Através do “crescimento” das estantes em altura e do estreitamento dos corredores de movimentação, consegue-se obter um aumento da capacidade armazenada.
- Aumentar a produtividade

Com base na otimização da ocupação do espaço de armazenagem, através da implementação de economias de iluminação e aquecimento;
Redução do número de pessoas a trabalhar na armazenagem, reduzindo ao extremo a possibilidade de erros de separação
- Integração e continuidade na cadeia logística

Inexistência de interrupções entre fluxos e gestão em tempo real.
- Funcionamento seguro

Em ambientes considerados difíceis, como é o caso dos câmaras frigoríficas, movimentação de produtos químicos, etc.
- Controlo de stocks

Controlo permanente do inventário, permitindo assim, um melhoramento na gestão dos stocks

## Aplicabilidade
Um sistema de armazenamento automático pode-se aplicar a diversos tipos de materiais e atividades (Armazéns, 2003):

### Materiais
- Material em bruto (matéria prima);
- Produtos em vias de produção e acabados;
- Outsourcing (produtos exportados);
- Ferramentas de trabalho;
- Peças de reposição;
- Desperdícios de produção;
- Material de escritório

### Atividades
- Indústria (matérias primas, armazenagem de materiais em curso de fabricação (WIP), produtos acabados, etc.);
- Manutenção (peças sobressalentes);
- Distribuição (centros de distribuição, câmaras frias, armazéns grossistas, etc.);
- Serviços (Arquivos, bibliotecas, etc.).

## O AS/RS e oWIP
A implementação de um sistema AS/RS no armazenamento de materiais em curso de fabricação - work in process (WIP)  – deve-se sobretudo aos riscos que este suporta. Esses riscos são (Armazéns, 2003):
- Inventário descontrolado
- Perda de tempo na procura de peças
- Perda de peças e de ordens completas
- Desrespeito da prioridade no processamento de pedidos
- Excesso de tempo passado por peças na oficina

Assim sendo, e de forma a minimizar estes riscos, devemos proceder ao armazenamento automático do WIP (Armazéns, 2003)
- Através de buffers ou tampões de armazenamento
- Armazenamento de acessórios num processo progressivo (tipo carrossel)
- Como base para o suporte de uma produção just in time
- É compatível com sistemas de identificação automática
- Existe maior controle sobre o percurso e sobre os materiais que o percorrem
- É um suporte para a automação e integração ao nível da fábrica

## Nomenclatura
A um armazém automático estão associados alguns nomes característicos, pertencentes a este sistema (Armazéns, 2003):
- Espaço de armazenamento ou de armazenagem: consiste no espaço tridimensional, tipicamente necessário para o armazenamento de simples unidades de material;
- Colunas ou pilhas: pilha vertical, desde o chão até ao teto, composta por diversas localizações de armazenamento, denominadas de prateleiras;
- Fileira: aglomerado de várias colunas dispostas lado a lado;
- Corredor: compreende o espaço entre duas fileiras;
- Racks de armazenamento: estrutura que compreende as localizações, colunas e fileira;
- Estrutura de armazenamento: normalmente concebida em aço, é utilizada para o armazenamento de inventário e nela estão contidos os racks de armazenamento;
- Transelevador ou empilhadeira: transportam os materiais no armazém vertical ou horizontalmente;
- Módulos de armazenamento: utilizados para transportar os materiais, estejam estes contidos em paletes, cestas, contentores, bandejas ou elementos específicos;
- Estações de carga e descarga: localizadas nas extremidades dos corredores, realizam a interface entre o interior e o exterior do armazém automático.

### Elementos constituintes
- Módulos de estantes metálicas que recebem o produto, seja ele transportado por paletes, contentores ou outro meio de o movimentar no interior do armazém;
- Sistemas de transportadores, de entrada e saída, que fazem chegar o produto à máquina de empilhamento;
- Uma ou mais máquinas de empilhamento para movimentar e colocar os produtos nas estantes;
- Associado ao número de empilhadeiras, um ou mais chariots-transfer (equipamento para transferência das empilhadoras). Estas máquinas asseguram a mudança de corredor das empilhadeiras;
- Software de gestão, permitindo controlar, otimizar e comunicar com as soluções automáticas, como é o caso dos leitores de códigos de barra e terminais por voz;
- Sistemas especiais de detecção e identificação, como é o caso de detectores de recipientes cheios/vazios e estações de medida e de identificação de carga.

## Sistemas de AS/RS
Existem várias categorias de AS/RS (Armazéns, 2003):
- Unit Load: Sistema de grande dimensão, usado para a movimentação de cargas armazenadas em recipientes normalizados como paletes.
- Miniload: Sistema usado no manuseio de conjuntos de cargas no interior de caixas. É feita a transferência da caixa para a estação de descarga, onde são retirados ou armazenados os itens pretendidos, retorcendo novamente, a caixa, ao compartimento original.
- Man-on-board: Trata-se de um sistema alternativo ao miniload, onde os itens no interior das caixas são retirados nos compartimentos de origem, evitando a perda de tempo durante a transacção até à estação de descarga.
- Deep-lane: Sistema aplicado a materiais de pequenas dimensões, com alta densidade de armazenamento e em elevada quantidade. Os materiais são armazenados em grupos, em cada compartimento (rack), entrando por um lado e saindo pelo oposto (flow-through)

### Sistema do tipo carrossel
Um sistema automático do tipo carrossel consiste num sistema de tração que faz mover, numa trajetória oval, um conjunto de recipientes ligados entre si. O perímetro da oval de um carrossel pode ir dos 3 aos 300m, podendo, a sua altura, estar compreendida entre os 1,5 e os 2,5m. Este sistema pode ser montado no chão ou num mezanino e o seu controle pode dar-se por teclado ou computador (Armazéns, 2003).
O principal objetivo deste sistema consiste no armazenamento e retirada de itens, assim como o seu transporte e acumulação e é usual aplicar-se em casos particulares dependendo da sua necessidade (Armazéns, 2003).

## Como projectar um AS/RS
No projeto e estruturação de um sistema de AS/RS devemos ter em conta os seguintes aspectos (MACHADO, 2006):

### Configuração, tamanho e peso das unidades de carga
Duas características físicas determinantes na projeção de um sistema de AS/RS são o tamanho e peso da unidade de carga:

#### Tamanho
O correto dimensionamento da unidade de carga, seja ela palete, caixas, bandejas, é essencial na determinação do menor espaço, em que na prática, essa unidade possa ser armazenada, de maneira a determinar a necessidade de espaço individual de armazenagem. Uma vez que as dimensões de uma unidade de carga podem ser variáveis, no final da determinação do espaço individual de armazenagem, pode ser necessário mais do que um tamanho para esse espaço. Contudo, pequenas variações no tamanho das unidades, não se refletem a nível orçamental.
Simultaneamente ao tamanho máximo da carga, é essencial determinar a orientação desta relativamente às prateleiras, de forma a estabelecer a largura de armazenamento. Por exemplo, caso a unidade seja uma palete, as longarinas devem estar posicionadas paralelamente ao corredor por onde a empilhadora circula, conseguindo com isto extrair partido da capacidade máxima da palete.

#### Peso
Com vista à estruturação e seleção do tipo de armazenagem a usar, procede-se à determinação do peso máximo das unidades de carga a serem movimentadas.

### Número de locais de armazenagem
É a quantidade máxima de bens por unidade de carga que determina o número de locais de armazenagem que uma estrutura deve ter.
Independentemente dos diversos tipos de existências, o número de unidades de carga a ter em armazém, deve basear-se não só nas operações atuais mas também tendo em vista as necessidades futuras (até dois anos).

### Utilização do sistema
Isto é, a necessidade do numero de cargas a entrar e sais do sistema por hora: uma vez que a movimentação de materiais estão relacionadas com os níveis de produção e saída de produtos, há que determinar o número de unidades a armazenar e a expedir (em cada hora de funcionamento). É errado proceder a este cálculo considerando valores médios horários, uma vez que as taxas de entrada e saída de cargas não são relativamente constantes, ao longo dos turnos. Deve-se ter isso em conta de forma a manter a eficiência em todas as instalações.

### Número de gruas e estantes, necessárias ao sistema

#### Gruas
O número e tipos de grua a usar num sistema é determinado pelos requisitos deste. Estas podem ser de dois tipos:

##### Gruas de ciclo simples
Gruas que executam uma tarefa (armazenamento ou retirada), aguardando no local de finalização da atividade, um novo comando. Uma grua com estas características pode realizar até 32 ciclos por hora, o que implica que pode ter armazenado/retirado 32 cargas ao armazém.

##### Gruas de ciclo duplo
Estas gruas executam repetidamente comandos de armazenagem e retirada de cargas do armazém. Gruas deste tipo, executam até 22 ciclos por hora, permitindo, assim, o armazenamento de 22 cargas e expedição de outras tantas.
De forma a obter um fator de eficiência mais elevado, deve-se planejar para estas gruas, duas cargas por ciclo.
Caso a velocidade de entrada ou saída de cargas seja críticas, devemo-nos concentrar naquela que for a mais rápida. Consoante o funcionamento das instalações, algumas podem levar a que alguns turnos sejam exclusivos ao armazenamento ou retirada de cargas. Um exemplo disso, é caso se armazene todo o bem produzido num turno e no seguinte, uma equipe assegure (exclusivamente) a expedição desse mesmo bem.
Uma vez (devido à interacção entre os diversos mecanismos de um sistema) que é impossível obter o total do rendimento de um sistema, deve-se considerar, para efeitos de cálculo, o funcionamento da grua a 85 por cento da sua capacidade máxima.

#### Estantes
Uma determinada grua pode operar em um ou vários corredores. Cada corredor contém duas estantes. Logo, se tivermos uma grua a operar por corredor, o número de estantes a ter em conta deve ser duas vezes superior ao número de gruas.

### Altura do sistema
O cálculo da altura de um sistema deve ser efectuado com base nas cargas que este irá conter. Assim sendo, deve-se calcular a altura das cargas, não tendo exclusivamente em conta a sua altura real mas também a altura necessária aos elementos da estante que a suportam, assim como, a entrada do vaivém da grua. Para cargas consideradas leves (até 1 100 kg), a altura adicional, respectiva ao vaivém, deve ser de 15 cm. Se a carga for pesada (superior a 1 100 kg), esta altura deve ser de 23 cm.
Um sistema pode variar entre os 9 e os 27 m de altura. Ainda assim, consideram-se os sistemas mais eficientes, aqueles que têm a sua altura compreendida entre os 15 e 21 m.

### Número de colunas
O número de colunas que um sistema deve conter é determinado através do número de unidades de carga que é necessário armazenar, número de gruas e quantidade de cargas em altura.

### Comprimento do sistema
O comprimento do sistema é determinado calculando, à priori, o comprimento das prateleiras do sistema, isto é, número total de colunas numa fila. Ao cálculo da largura de cada coluna deve-se adicionar a folga lateral da carga e a largura de um pilar da estante á largura da carga. Se o sistema necessitar de levar outros equipamentos que o apoiem, como é o caso de correias transportadoras, sistemas puxados por cabo, carro de transferência ou veículos sem condutor, deve-se ter em conta a medida do comprimento adicional de cada um, somando, e obtendo, desta forma, um correcto comprimento total do sistema.

### Largura do sistema
De forma a determinar a largura do sistema, deve-se definir, primeiro, a unidade de corredor, isto é, a largura total de um corredor e das estantes de armazenagem adjacentes. Na determinação da unidade de corredor deve-se também ter em conta as folgas entre as estantes e o corredor, adicionando-se 61 cm ao seu cálculo. Sabendo o valor da unidade de corredor e o número de corredores, determina-se a largura do sistema.

### Layout
Para um mesmo e determinado tipo de parâmetros (medidas da palete, peso das cargas, movimentação, etc.) podem-se obter configurações diferentes para o sistema, isto é, alterando algumas variáveis do sistema, tais como o número de colunas ou de cargas em altura, altera-se o tipo de layout.

### Redução de custos
A redução de custos de um projecto de AS/RS pode ser obtida através da redução de custos de maquinaria e de controladores necessário ao sistema.

#### Sistema de carros de transferência de corredor
A utilização deste equipamento surge na necessidade de armazenar um grande número de unidades de carga associado a uma reduzida taxa de movimentação e permite transitar a grua, sobre a qual actua, de corredor para corredor. Cada carro de transferência de corredor, normalmente, trabalha com uma só grua, permitindo ao sistema maximizar a utilização da grua, uma vez que a transferência de gruas entre corredores ocorre com pouco frequência. De modo a se considerar viável o uso do carro de transferência como uma hipótese viável à abordagem de uma grua por corredor, deve haver uma proporção de três, ou mais, corredores por grua.
Aquando o uso de um carro de transferência, deve-se adicionar 6 metros ao cálculo do comprimento do sistema.

#### Armazenagem em estantes de profundidade dupla
Aquando a existência de um número elevado de cargas armazenadas em relação a um número de unidade mantidas em armazém (SKU), é viável a implementação de um sistema de armazenagem de cargas, uma atrás de outra, ou seja, de profundidade dupla. Isto acontece quando não é necessário o pleno acesso a todas as cargas, podendo cargas semelhantes serem agrupadas, armazenadas e movimentadas, em simultâneo, ao longo do ciclo da grua. Em comparação com o sistema de armazenagem de profundidade simples, a densidade de armazenagem da carga no sistema aumenta entre 10 a 20 por cento.

### Considerações especiais
Um projecto de AS/RS pode necessitar de actividades peculiares que podem afectar o planeamento e orçamento global. É fundamental ter em conta dos seguintes factores:
- Tipo de suporte no novo idifício;
- Necessidade futura de picking;
- Necessidade de armazenagem a baixas temperaturas;
- Requisitos especiais contra incêndios.

## Controle e desempenho do AS/RS
Após instalado um sistema de AS/RS, os transportadores e os equipamentos para transferência das empilhadeiras nele a atuar, são controlados de forma a localizar um determinado compartimento, posicionando-se e retirando ou armazenando nesse compartimento, itens desejados (Armazéns, 2003).
A identificação dos compartimentos é feita com base em códigos alfanuméricos. Estes, indicam o corredor e posição horizontal e vertical no qual o compartimento pretendido se encontra. Todos os códigos correspondentes a todos os compartimentos do armazém são armazenados numa base de dados, que se actualiza sempre que se realize uma transacção (Armazéns, 2003).
O método como os transportadores ou os chariots-transfer se posicionam pode ser efectuado com base na contagem horizontal e vertical: contando o número de prateleiras (horizontal) e colunas (vertical), ou por meio de identificadores ópticos (Armazéns, 2003).

### Transferência de cargas
O método de transferência de carga para um AS/RS pode-se dar quer manualmente, quer automaticamente (Armazéns, 2003):
- Manuais

Através de tapetes rolantes com o auxilio de mão-de-obra;
Agrupamento de itens dando origem a unidades de carga;
Carga e descarga de paletes em AGV’s.
- Automáticas

Sistemas de push-pull instalados nas estações de transferência como são os casos dos movimentadores de rolo, cintos, tapetes e veículos guiados com plataformas com rolos;
Transferência de/e AGV’s através de transportadores de rolos e plataformas sobe/desce.
- Precisão posicional

Dependentemente do tipo de interface, a precisão com que o sistema de manipulação deve ser posicionado, na estação de transferência, varia (Armazéns, 2003):
| Tipo de interface                | Tolerância |
| -------------------------------- | ---------- |
| Carga e descarga manual          | ± 5 cm     |
| AGV - Tapete                     | ± 2 cm     |
| Carga e descarga em AS/RS        | ± 0,5 cm   |
| Interface com máquina-ferramenta | ± 0,02 cm  |

### Interface entre a manipulação e o armazenamento
Esta interface pode dividir-se em dois tipos (Armazéns, 2003):
- Interface da informação

Consiste no fluxo de informação subjacente aos materiais que percorrem a fábrica, seja em movimento ou armazenamento. Este fluxo relaciona-se com:
Identificação e seguimento dos materiais;
Controlo de stocks;
Programação e sequênciação da produção;
Comunicação de dados.
- Interface mecânica

Baseia-se na transferência de itens entre sistemas de armazenamento, de manipulação de materiais e de produção. O seu concebimento pende do:
Tipo de equipamento de manipulação a usar;
Sistema com o qual é feita a interface;
Carga e/ou descarga manual ou automática.

### Critérios de desempenho
Estes critérios são (Armazéns, 2003):
- Capacidade de armazenamento

Número máximo de cargas que estava previsto o sistema conter em armazém.
- Throughput

Número máximo de itens que um sistema consegue armazenar e/ou retirar.
- Utilização

Relação entre a taxa de ocupação e a taxa de disponibilidade do sistema, isto é, comparação entre o tempo que está efectivamente a ser usado e o tempo em que se encontra disponível.
- Uptime Reliability

Disponibilidade do sistema